# Francesco Mazzoleni
Francesco Mazzoleni (Bergamo, 19 marzo 1908 – ...) è stato un allenatore di calcio e calciatore italiano, di ruolo centrocampista.

## Carriera

### Giocatore
Ha giocato in Serie B con Atalanta e Taranto.

### Allenatore
Dal 1951 al 1952 ha allenato la Maceratese, squadra che tornò a guidare nella stagione 1959-1960 (sostituì Valeriano Ottino a campionato in corso), dopo aver allenato anche il Montegiorgio.

## Palmarès

### Giocatore

#### Club

##### Competizioni nazionali
- Serie C: 3

Maceratese: 1938-1939
Borzacchini Terni: 1940-1941, 1942-1943
- Campionato Meridionale: 1

Taranto: 1928-1929 (girone C)